# Dhatan
Dhatan (nep. धतन) – gaun wikas samiti w zachodniej części Nepalu w strefie Dhawalagiri w dystrykcie Myagdi. Według nepalskiego spisu powszechnego z 2001 roku liczył on 980 gospodarstw domowych i 4189 mieszkańców (2285 kobiet i 1904 mężczyzn).